# 자이언트웨타
자이언트웨타(giant weta)는 메뚜기목 아노스토스토마과(Anostostomatidae)의 데이나크리다속(Deinacrida)의 웨타의 몇몇 종이다. 종종 꼽등이과로 오인되나, 꼽등이와는 관련이 없는 곤충이다.
자이언트웨타는 뉴질랜드에 서식하며, 다른 웨타보다 대부분 몸집이 크고, 섬 거대화의 예시이다. 총 11종이 있는데, 대형 종들은 곤충 기준에서도 상당히 크다. 대형 종은 일반적으로 몸무게가 35g이고 더듬이와 다리를 제외하고 최대 10cm까지 있을 수 있다. 한 암컷 개체는 몸무게가 약 70g이나 되었으며, 그것은 참새보다 무거운 수치로, 전 세계에서 기록된 곤충 중 가장 무거운 것으로 기록되었다. 그러나, 이 암컷은 교미하지 않은 상태였고, 비정상적으로 많은 알을 지니고 있었다. 자이언트웨타의 가장 큰 종은 웨타풍가(wetapunga)로도 알려져있는 리틀 베리어 섬 자이언트웨타(Deinacrida heteracantha)로, 2011년에 보고된 한 개체는 71g을 기록했다. 자이언트웨타는 다른 종류에 비해 덜 사회적이고 소극적이며 속명인 '데이나크리다(Deinacrida)'는 그리스어로 "험악한 메뚜기" 또는 "무서운 메뚜기"라는 뜻이다. 하지만 자이언트웨타는 초식성이 강하며 성격이 소극적이다. 그들은 주로 뉴질랜드 근해의 섬에서 발견되는데, 도입된 소형 포유동물로 인해 뉴질랜드의 본토종은 멸종했기 때문이다.

## 종
- Deinacrida carinata, Herekopare weta
- Deinacrida connectens, Scree weta
- Deinacrida elegans, Bluff weta
- Deinacrida fallai, Poor Knights giant weta
- Deinacrida heteracantha, Little Barrier Island giant weta
- Deinacrida mahoenui, Mahoenui giant weta
- Deinacrida parva, Kaikoura giant weta
- Deinacrida pluvialis, Mt Cook giant weta
- Deinacrida rugosa, Cook Strait giant weta
- Deinacrida talpa, Giant mole weta
- Deinacrida tibiospina, Mt Arthur giant weta

## 짝짓기 습성
캐나다 토론토대의 진화생물학자들은 뉴질랜드 모드 섬에서 자이언트웨타의 발에 꼬리표를 달고 전파를 추적하는 방법으로 움직임과 짝짓는 습성 등을 분석한 결과를‘미국 자연학자' 저널호에 발표했다. 연구진은 수컷이 많이 돌아다닐수록 짝짓기가 빈번해진다는 사실을 발견했다. 매일 밤마다 몸피를 고려했을 때 사람으로 치면 7km에 해당하는 90m를 움직였는데 특히 몸무게가 가볍고 발이 길수록 잘 돌아다녔다. 연구진은 이동 거리를 파악하고 수컷의 빈 정자주머니를 분석해서 흘레 횟수를 살폈다. 자이언트웨타는 수컷이 정자주머니의 정자를 암컷에 넣는 방법으로 하루에 몇 번이라도 관계를 가질 수 있다. 이 조사에 따르면 수컷은 암컷보다 2배 이상 이동했고 작고 다리가 긴 수컷일수록 암컷과의 교미 수가 많았으며 소모된 정자 역시 많았다. 연구진의 클린트 켈리 교수는 “특정 종에서는 성적인 이유 때문에 크기와 이동성이 결정되는 방식으로 진화했다”면서 “일부 종에서 암컷이 수컷보다 비정상적으로 큰 이유도 설명할 수 있게 됐다”라고 설명했다.